# Mise en plis

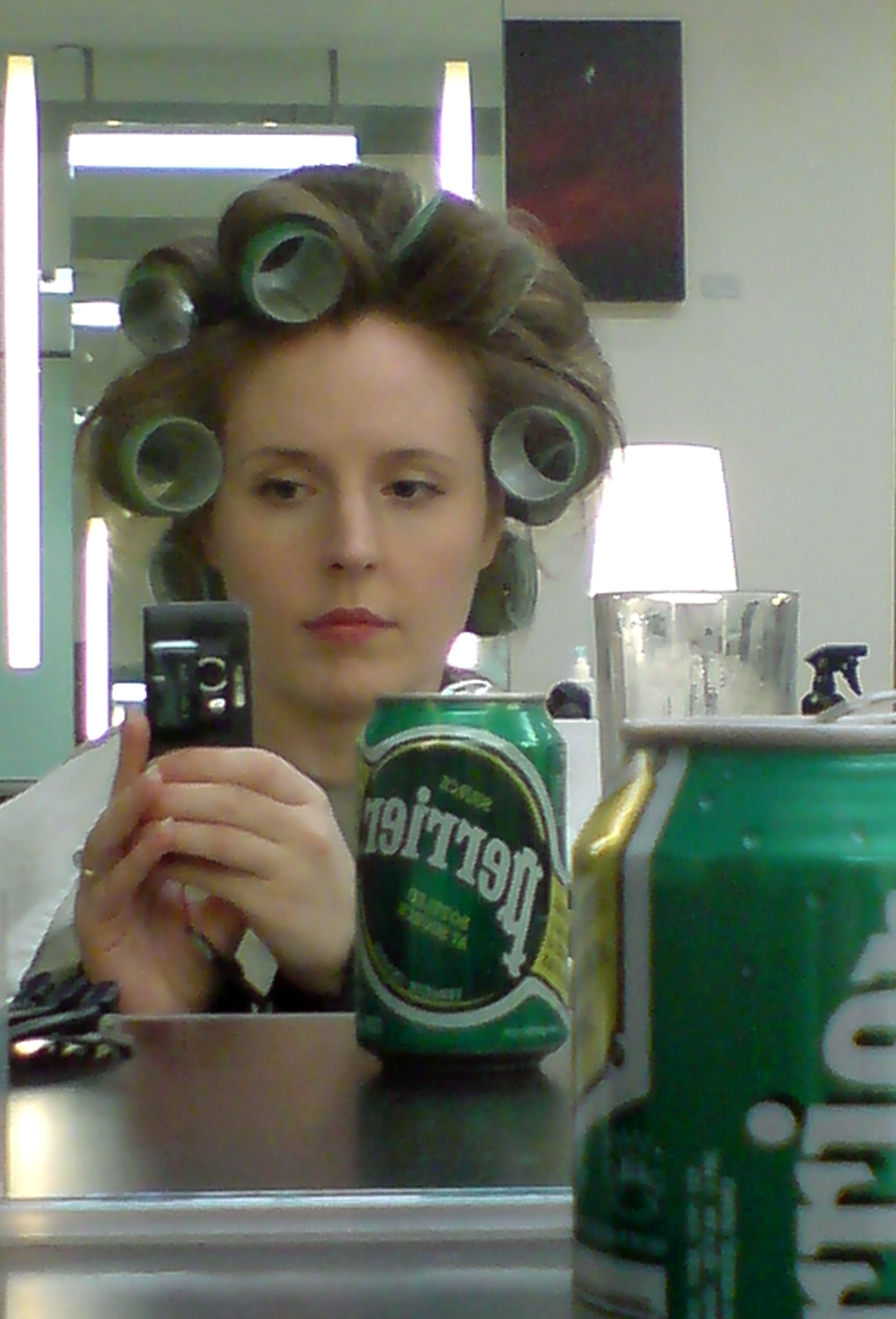
Exemple de mise en plis avec rouleaux.

Une mise en plis  est une opération qui consiste à donner aux cheveux mouillés la forme qu'ils garderont une fois secs.
Les cheveux mouillés sont enroulés soit par des pinces, soit sur des rouleaux, puis séchés sous un séchoir, afin de leur faire garder leur forme jusqu'au prochain shampoing, contrairement à la permanente. Un des précurseurs en France de ce mode de coiffure est Guillaume-Louis Lenthéric, vers 1870 : il formait des vagues dans la chevelure, les bridait avec des cordons, puis les séchait à l'air chaud. Dans cette même période, les techniques de coiffure pour dames évoluent fortement : un coiffeur, Marcel Grateau, invente le fer Marcel, précurseur du fer à friser,  qui s'inspire des fers à papillotes du XVIIe siècle.
Au Québec, on utilise le mot « mise-en-plis » à la place de « brushing », alors qu'en France, une mise en plis ne désigne que les coiffures exécutées avec des bigoudis et des pinces (ou rouleaux), et brushing celles réalisées à la brosse.